# ありあけ号

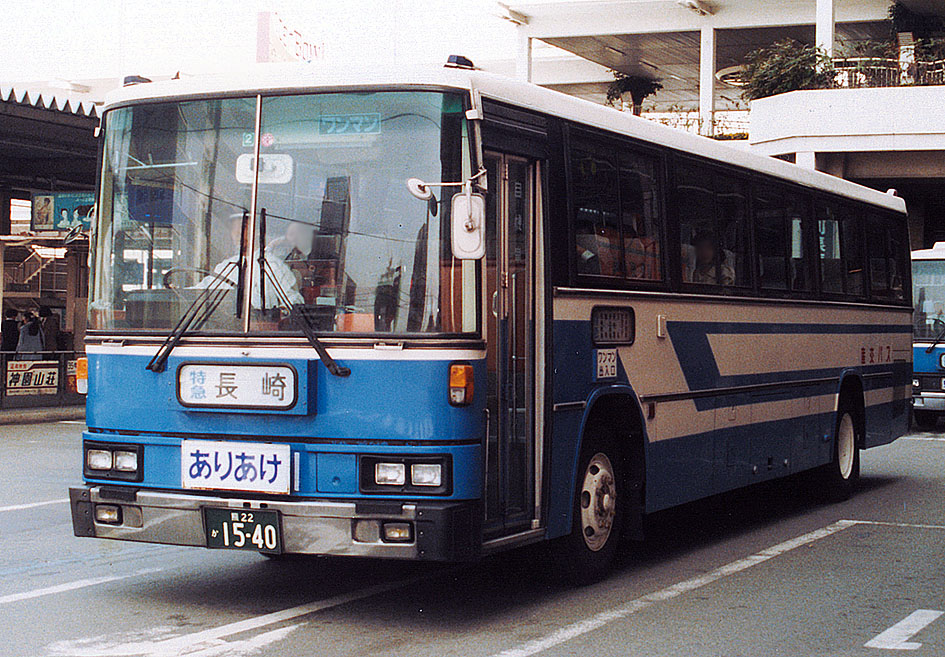
九州産業交通 ありあけ号（1992年）

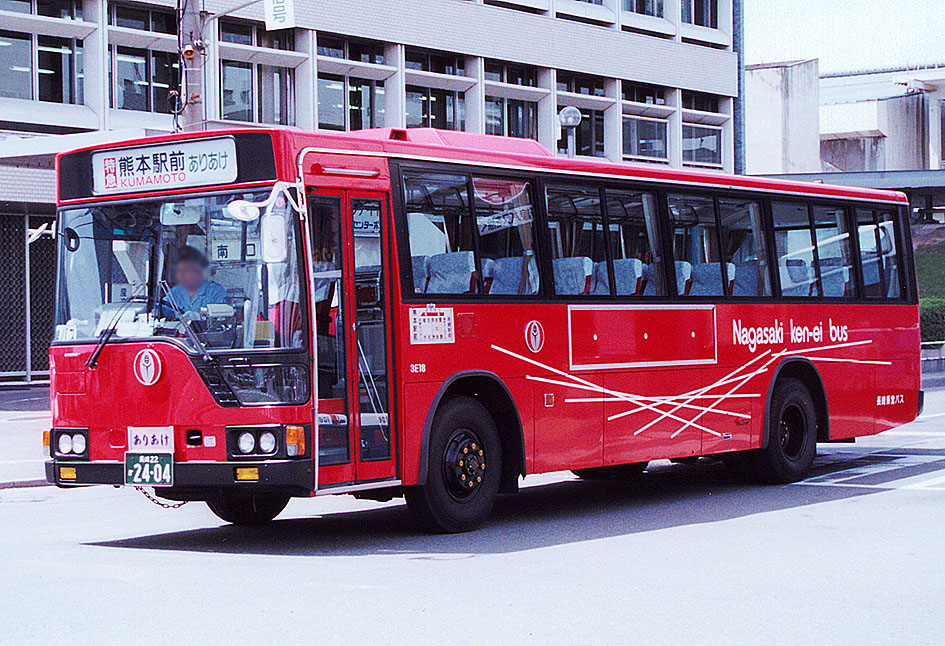
長崎県営バス ありあけ号（1992年）

ありあけ号（ありあけごう）は、九州産業交通、長崎県営バス、島鉄バスがかつて長崎市～熊本市間で運行していた特急バスの愛称。有明海を航行する有明フェリーを経由することで、大幅な時間短縮を可能とした。高速道路網の整備で高速バス「りんどう号」に熊本と長崎を結ぶ役割を譲る。

## 停留所
1968年（昭和43年）頃
辛島町 - 植木 - 玉名産交 - 長洲港 - 多比良港 - 愛野 - 諫早駅前 - 長崎駅前
廃止時点
熊本駅前 - 熊本交通センター - 植木 - 玉名駅 - 長州港 - 多比良港 - 愛野 - 諫早駅前 - 中央橋（長崎行の降車のみ） - 長崎駅前
- 長州港～多比良港間は有明フェリーに乗船[1]。
- フェリー利用客が船内でバスに乗車することも可能だった（運賃はフェリー着地から計算）
- 開設当初　5往復（産交2、県営2、島鉄1）
- フェリーを利用するため、フェリーのドック入りの時にはダイヤが変更された。

## 所要時間
- 3時間35分（バス乗車時間のみ）
  - フェリー乗船時間を含めると4時間10分

## 運賃
1968年（昭和43年）当時
運賃670円（特急料金30円含む）
廃止時点
運賃2,770円（大人料金。バス運賃2,400円、フェリー運賃370円）
- なお、同一県内の陸路のみの乗車であっても、回数券や定期券での乗車は不可だった。

## 沿革

### 昭和
- 1968年（昭和43年）12月 21日- 運行開始。1日5往復（産交2、県営2、島鉄1）とする。
- 1969年（昭和44年）
  - 3月5日 - 熊本交通センターが開業、1ホーム1番乗り場（現NTT研修センター方面行き等が発車している所）発となる。
  - 8月1日 - 7往復（産交3、県営2、島鉄2）に増便。
- 1970年（昭和45年）
  - 3月1日 - 産交3、県営3、島鉄1に変更
  - 7月26日 - 9往復に増便（産交4、県営3、島鉄2）熊本終着は熊本駅前まで延長、熊本発は交通センターからそのままとなる。
  - 8月1日 -　ワンマン化
- 1975年（昭和50年）4月1日 - 14往復（うち1往復は季節運行／産交6、県営5、島鉄3）とする。熊本発着が熊本駅前となる。
- 1978年（昭和53年）5月1日 - 季節便を廃止し、13往復（産交6、県営4、島鉄3）とする。
- 1980年（昭和55年）
  - 6月 - 10往復（産交5、県営3、島鉄2）に減便。
  - 10月1日 - 国鉄の急行熊本～長崎「ちくご」が廃止される。

### 平成
- 1989年（平成元年）5月 - 九州自動車道、長崎自動車道経由の高速バス「りんどう号」6往復（産交3、県営3）を開始。
- 1991年（平成3年）
  - 高速バス「りんどう」号8往復（産交4、県営4）に増便。
  - 6月1日 - 6往復（産交3、県営3）に減便し、島鉄バスが撤退。（普賢岳噴火の影響）
- 1992年（平成4年）
  - 6月1日 - 4往復（産交2、県営2）に減便。
  - 8月 - 高速バス「りんどう号」が10往復（産交5、県営5）に増便。
- 1995年（平成7年）
  - 3月1日 - 2往復（産交1、県営1）に減便。
  - 11月1日 - 1往復（県営1）に減便し、九州産業交通が撤退。
- 1997年（平成9年）5月頃 - 廃止。28年半の歴史に幕を閉じる。